# Nombre de Wolf
El nombre de Wolf (també conegut com el nombre relatiu de taques solars o nombre de Zuric) és una quantitat que mesura el nombre i la grandària de les taques solars. Es simbolitza amb la lletra R o W.
La idea de computar els nombres de les taques solars se li va ocórrer a Rudolf Wolf el 1849 a Zúric (Suïssa) i, així, el procediment té el seu nom o el del lloc.
Este nombre ha estat calculat i tabulat pels investigadors durant uns 380 anys. S'ha trobat que l'activitat solar és cíclica i aconsegueix el seu màxim cada entre 9,5 i 11 anys. Aquest cicle va ser descobert per Heinrich Schwabe el 1843.
Nota: usant les dades de SIDC Arxivat 2017-08-03 a Wayback Machine. durant els últims 300 anys i executant la transformada de Fourier obtenim per al cicle una duració de 10,4883 anys.

## Càlcul

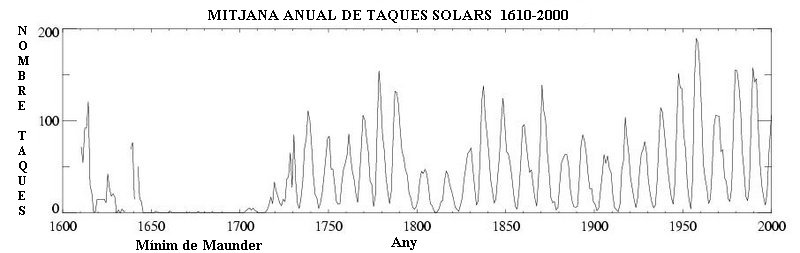
Evolució del nombre de Wolf en els últims 400 anys. Els pics i les valls són els cicles d'activitat solar.

El nombre de Wolf es computa utilitzant la fórmula següent (com a índex diari d'activitat solar): 
{\displaystyle R=k(10g+s)\,\!},
on R és el nombre relatiu de taques solars, s és el nombre de taques individuals, g és el nombre de grups de taques, i k és un factor que varia amb la situació i la instrumentació (també conegut com a factor de l'observatori).
La combinació de taques solars i grups de taques s'usa perquè compensa per a les variacions causades a l'observar taques solars xicotetes.